# فرودگاه ارلویل
فرودگاه ارلویل (به انگلیسی: Earlville Airport) یک فرودگاه همگانی بهره‌برداری هوایی است که یک باند فرود چمن دارد و طول باند آن ۱۰۳۶ متر است. این فرودگاه در شهر ارلویل، ایلی‌نوی کشور ایالات متحده آمریکا قرار دارد و در ارتفاع ۲۱۰ متری از سطح دریا واقع شده است.